# Spirasigmidae
Spirasigmidae é uma família de esponjas marinhas da ordem Spirophorida. 

## Gêneros
- Spirasigma Hallmann, 1912
- Tentorina Burton, 1959